# Liste des cantons de l'Ain
Cet article présente la liste des cantons du département de l'Ain. De 49 cantons à la création des départements en 1790, le nombre est réduit à 32 lors de la refonte de la carte cantonale de 1801, puis augmente peu à peu jusqu'à 43 pour suivre l'évolution démographique. Le redécoupage cantonal de 2014, applicable à partir des élections départementales de mars 2015, réduit le nombre de cantons à 23.

## Histoire

### Création des cantons en 1790

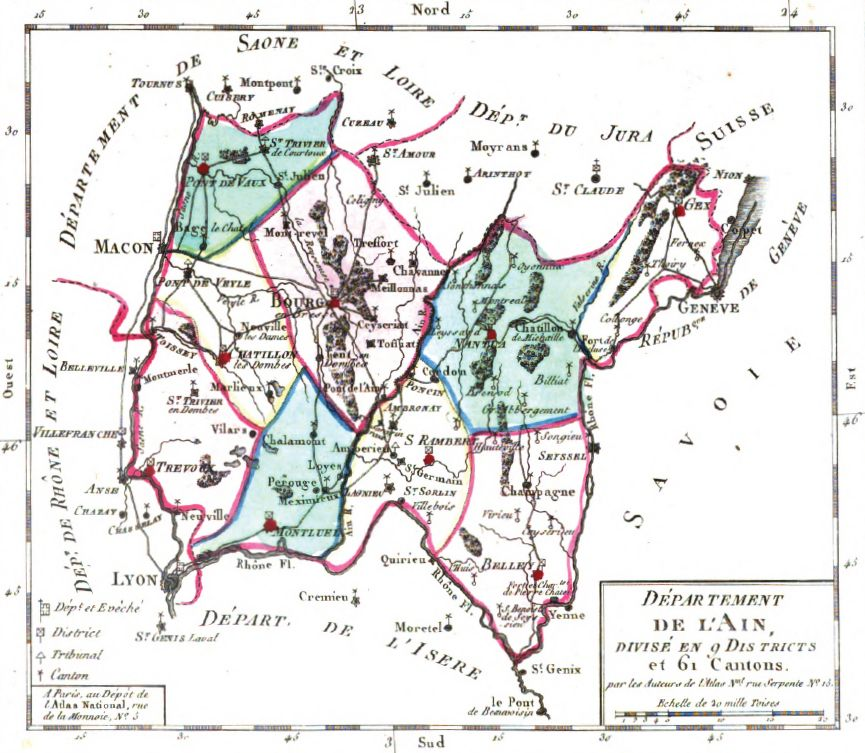
Carte du département de l'Ain divisé en 9 districts et en 61 cantons en 1792.
Atlas national de France.

Le décret du 22 décembre 1789 de l'Assemblée nationale constituante prévoit la division du royaume de France en départements, ceux-ci étant découpés en districts et ces districts en plusieurs cantons. Le Comité de constitution est chargé d'organiser la création de ces nouvelles divisions administratives, sur proposition des députés des provinces. Les délimitations, d'abord indécises voire contestées, sont définitivement fixées en juin 1791.
En 1790, le département de l'Ain comprend 9 districts et 49 cantons.
- District de Belley : canton de Belley, canton de Ceyzérieu, canton de Champagne, canton d'Hauteville, canton de Lhuis, canton de Saint-Benoît-de-Seyssieu, canton de Seyssel, canton de Songieu et canton de Virieu-le-Grand.
- District de Bourg : canton de Bourg, canton de Ceyzériat, canton de Chavannes, canton de Coligny, canton de Montrevel, canton de Pontdain et canton de Treffort
- District de Châtillon-les-Dombes : canton de Châtillon-les-Dombes, canton de Marlieux et canton de Pont-de-Veyle
- District de Gex : canton de Collonges, canton de Ferney, canton de Gex et canton de Thoiry
- District de Montluel : canton de Chalamont, canton de Meximieux et canton de Montluel.
- District de Nantua : canton de Billiat, canton de Brénod, canton de Châtillon-de-Michaille, canton du Grand-Abergement, canton de Leyssard, canton de Montréal, canton de Nantua, canton d'Oyonnax et canton de Sonthonnax.
- District de Pont-de-Vaux : canton de Bâgé-le-Châtel, canton de Pont-de-Vaux et canton de Saint-Trivier-de-Courtes
- District de Saint-Rambert : canton d'Ambérieu, canton d'Ambronay, canton d'Aranc, canton de Lagnieu, canton de Poncin, canton de Saint-Rambert et canton de Villebois.
- District de Trévoux : canton de Montmerle, canton de Saint-Trivier-en-Dombes, canton de Thoissey et canton de Trévoux.

### Réduction du nombre de cantons en 1801
En juin 1793, la Convention supprime le canton en tant que division administrative ; il est rétabli par la constitution du 5 fructidor an III (22 août 1795), dans laquelle disparaissent les districts. Le Consulat, par la loi du 28 pluviôse an VIII (17 février 1800), réintroduit un niveau de division équivalent à l'ancien district par la création de l'arrondissement communal et procède à une réorganisation complète des justices de paix.
L'arrêté du 9 vendémiaire an X (1er octobre 1801) fixe le nombre de cantons du département de l'Ain à 32 et précise les communes formant chacun de ces cantons.
- Arrondissement de Bourg : canton de Bâgé-le-Châtel - canton de Bourg - canton de Ceyzériat - canton de Coligny - canton de Montrevel - canton de Pont-d'Ain - canton de Pont-de-Vaux - canton de Pont-de-Veyle - canton de Treffort - canton de Saint-Trivier-de-Courtes
- Arrondissement de Nantua : canton de Brénod - canton de Châtillon-en-Michaille - Mornay - canton de Nantua - canton d'Oyonnax
- Arrondissement de Belley : canton d'Ambérieu - canton de Belley - canton de Champagne - canton d'Hauteville - canton de Lhuis - canton de Lagnieu - canton de Poncin - canton de Saint-Rambert - canton de Seyssel - canton de Virieu-le-Grand
- Arrondissement de Trévoux : canton de Chalamont - canton de Châtillon-sur-Chalaronne - canton de Meximieux - canton de Montluel - canton de Thoissey - canton de Trévoux - canton de Saint-Trivier-sur-Moignans

### Modifications de 1801 à 2014
Les cantons du département de l'Ain ont été affectés diverses modifications depuis leur découpage de 1801 :
- 20 mars 1806 : le canton de Poncin passe de l'arrondissement de Belley à celui de Nantua.
- 8 novembre 1814 : les cantons de Gex, Collonges et Ferney, appartenant depuis 1801 au département du Léman, réintègrent l'Ain dans un nouvel arrondissement, celui de Gex.
- 19 juillet 1826 : le chef-lieu du canton de Mornay est transféré à Izernore ; le canton est renommé canton d'Izernore.
- 18 juillet 1868 : création du canton de Villars à partir de communes des cantons de Chalamont, Saint-Trivier, Châtillon-de-Michaille et Meximieux.
- 7 août 1916 : le chef-lieu du canton de Châtillon-de-Michaille est transféré à Bellegarde ; le canton est renommé canton de Bellegarde.
- 10 septembre 1926 : suppression des arrondissements de Gex et de Trévoux.
- 27 décembre 1933[10] : rétablissement de l'arrondissement de Gex.
- 9 janvier 1949 : Saint-Sulpice passe du canton de Bâgé-le-Châtel à celui de Montrevel.
- 1951 : Dompierre-sur-Chalaronne passe du canton de Thoissey à celui de Châtillon-sur-Chalaronne.
- 29 décembre 1967 : six communes sont cédées au Rhône (Genay, Montanay, Sathonay-Camp et Sathonay-Village – du canton de Trévoux – Crépieux et Rillieux – canton de Montluel)
- 16 août 1973[11] : création des cantons de Bourg-en-Bresse-I, Bourg-en-Bresse-II et Bourg-en-Bresse-III, par division du canton de Bourg-en-Bresse.
- Le 25 janvier 1982, plusieurs cantons sont modifiés en vue des cantonales de 1982[12] :
  - les cantons de Bourg-en-Bresse-I, Bourg-en-Bresse-II et Bourg-en-Bresse-III sont remplacés par quatre nouveaux cantons : Bourg-Nord-Centre, Bourg-Est, Bourg-Sud, Bourg-Couronne ;
  - les cantons d'Oyonnax-Sud et Oyonnax-Nord sont créés par division du canton d'Oyonnax.
  - le canton de Miribel est créé par scission du canton de Montluel.
- Le 22 décembre 1984, plusieurs cantons sont modifiés en vue des cantonales de 1985[13] :
  - Le canton de Reyrieux est créé par scission du canton de Trévoux ;
  - Le canton de Bourg-Couronne est supprimé et trois communes sont ôtées des cantons de Bourg-Est et Bourg-Sud pour former deux nouveaux cantons : Péronnas et Viriat.
- En 2020, à la suite de la fusion entre Bellegarde-sur-Valserine, Châtillon-en-Michaille et Lancrans, en 2019, le canton de Bellegarde-sur-Valserine est renommé en canton de Valserhône.

### Situation avant le redécoupage de 2014

Cantons du département de l'Ain à la veille du redécoupage cantonal de 2014.

- Arrondissement de Belley (9 cantons - sous-préfecture Belley) : canton d'Ambérieu-en-Bugey - canton de Belley - canton de Champagne-en-Valromey - canton d'Hauteville-Lompnes - canton de Lagnieu - canton de Lhuis - canton de Saint-Rambert-en-Bugey - canton de Seyssel - canton de Virieu-le-Grand
- Arrondissement de Bourg-en-Bresse (24 cantons - préfecture Bourg-en-Bresse) : canton de Bâgé-le-Châtel - canton de Bourg-en-Bresse-Est - canton de Bourg-en-Bresse-Nord-Centre - canton de Bourg-en-Bresse-Sud - canton de Ceyzériat - canton de Chalamont - canton de Châtillon-sur-Chalaronne - canton de Coligny - canton de Meximieux - canton de Miribel - canton de Montluel - canton de Montrevel-en-Bresse - canton de Péronnas - canton de Pont-d'Ain - canton de Pont-de-Vaux - canton de Pont-de-Veyle - canton de Reyrieux - canton de Saint-Trivier-de-Courtes - canton de Saint-Trivier-sur-Moignans - canton de Thoissey - canton de Treffort-Cuisiat - canton de Trévoux - canton de Villars-les-Dombes - canton de Viriat
- Arrondissement de Gex (3 cantons - sous-préfecture Gex) : canton de Collonges - canton de Ferney-Voltaire - canton de Gex
- Arrondissement de Nantua (7 cantons - sous-préfecture Nantua) : canton de Bellegarde-sur-Valserine - canton de Brénod - canton d'Izernore - canton de Nantua - canton d'Oyonnax-Nord - canton d'Oyonnax-Sud - canton de Poncin

## Redécoupage cantonal de 2014

Cantons de l'Ain depuis 2015.

Dans la poursuite de la réforme territoriale engagée en 2010, l'Assemblée nationale adopte définitivement le 17 avril 2013 la réforme du mode de scrutin pour les élections départementales destinée à garantir la parité hommes/femmes. Les lois (loi organique 2013-402 et loi 2013-403) sont promulguées le 17 mai 2013. Un nouveau découpage territorial est défini par décret du 13 février 2014 pour le département de l'Ain. Celui-ci entre en vigueur lors du premier renouvellement général des assemblées départementales suivant la publication du décret, soit en mars 2015. Les conseillers départementaux sont élus au scrutin majoritaire binominal mixte. Les électeurs de chaque canton éliront au Conseil départemental, nouvelle appellation des Conseils généraux, deux membres de sexe différent, qui se présenteront en binôme de candidats. Les conseillers départementaux seront élus pour six ans au scrutin binominal majoritaire à deux tours, l'accès au second tour nécessitant 12,5 % des inscrits au premier tour. En outre la totalité des conseillers départementaux est renouvelée.
Ce nouveau mode de scrutin nécessite un redécoupage des cantons dont le nombre est divisé par deux avec arrondi à l'unité impaire supérieure si ce nombre n'est pas entier impair et avec des conditions de seuils minimaux. Dans l'Ain le nombre de cantons passe ainsi de 43 à 23.
Les critères du remodelage cantonal sont les suivants : le territoire de chaque canton doit être défini sur des bases essentiellement démographiques, le territoire de chaque canton doit être continu et les communes de moins de 3 500 habitants sont entièrement comprises dans le même canton. Il n’est fait référence ni aux limites des arrondissements, ni à celles des circonscriptions législatives.
Conformément à de multiples décisions du Conseil constitutionnel depuis 1985 et notamment sa décision n° 2010-618 DC du 9 décembre 2010, il est admis que le principe d’égalité des électeurs au regard des critères démographiques est respecté lorsque le ratio conseiller/habitant de la circonscription est compris dans une fourchette de 20 % de part et d'autre du ratio moyen conseiller/habitant du département. Pour le département de l'Ain, la population de référence est la population légale en vigueur au 1er janvier 2013, à savoir la population millésimée 2010, soit 597 341 habitants. Avec 23 cantons la population moyenne par conseiller départemental est de 25 971 habitants. Ainsi la population de chaque nouveau canton doit-elle être comprise entre 20 777 habitants et 31 166 habitants pour respecter le principe de l'égalité citoyenne au vu des critères démographiques.

### Composition détaillée
| N° | Nom du Canton            | Bureau centralisateur    | Population (2022) | Nombre de communes              | Communes composant le canton | Localisation dans le département | Conseillers           | Conseillers               | Conseillers |
| -- | ------------------------ | ------------------------ | ----------------- | ------------------------------- | --- | -------------------------------- | --------------------- | ------------------------- | ----------- |
| 1  | Ambérieu-en-Bugey        | Ambérieu-en-Bugey        | 31 885            | 18                              | L'Abergement-de-Varey, Ambérieu-en-Bugey, Ambronay, Ambutrix, Arandas, Argis, Bettant, Château-Gaillard, Cleyzieu, Conand, Douvres, Nivollet-Montgriffon, Oncieu, Saint-Denis-en-Bugey, Saint-Maurice-de-Rémens, Saint-Rambert-en-Bugey, Torcieu, Vaux-en-Bugey. |                                  |                       | Joël Brunet               | DVD         |
| 1  | Ambérieu-en-Bugey        | Ambérieu-en-Bugey        | 31 885            | 18                              | L'Abergement-de-Varey, Ambérieu-en-Bugey, Ambronay, Ambutrix, Arandas, Argis, Bettant, Château-Gaillard, Cleyzieu, Conand, Douvres, Nivollet-Montgriffon, Oncieu, Saint-Denis-en-Bugey, Saint-Maurice-de-Rémens, Saint-Rambert-en-Bugey, Torcieu, Vaux-en-Bugey. | Aurélie Petit                    | DVD                   |                           |             |
| 2  | Attignat                 | Attignat                 | 25 552            | 18                              | Attignat, Béréziat, Bresse Vallons, Buellas, Confrançon, Curtafond, Foissiat, Jayat, Malafretaz, Marsonnas, Montcet, Montracol, Montrevel-en-Bresse, Polliat, Saint-Didier-d'Aussiat, Saint-Martin-le-Châtel, Saint-Sulpice, Vandeins. |                                  |                       | Clotilde Fournier         | DVC         |
| 2  | Attignat                 | Attignat                 | 25 552            | 18                              | Attignat, Béréziat, Bresse Vallons, Buellas, Confrançon, Curtafond, Foissiat, Jayat, Malafretaz, Marsonnas, Montcet, Montracol, Montrevel-en-Bresse, Polliat, Saint-Didier-d'Aussiat, Saint-Martin-le-Châtel, Saint-Sulpice, Vandeins. |                                  | Walter Martin         | LR                        |             |
| 3  | Valserhône               | Valserhône               | 21 657            | 12                              | Billiat, Champfromier, Chanay, Confort, Giron, Injoux-Génissiat, Montanges, Plagne, Saint Germain-de-Joux, Surjoux-Lhopital, Valserhône, Villes. |                                  |                       | Guy Larmanjat             | DVG         |
| 3  | Valserhône               | Valserhône               | 21 657            | 12                              | Billiat, Champfromier, Chanay, Confort, Giron, Injoux-Génissiat, Montanges, Plagne, Saint Germain-de-Joux, Surjoux-Lhopital, Valserhône, Villes. | Anne-Laure Olliet                | DVG                   |                           |             |
| 4  | Belley                   | Belley                   | 25 322            | 33                              | Ambléon, Andert-et-Condon, Arboys en Bugey, Belley, Brégnier-Cordon, Brens, La Burbanche, Ceyzérieu, Chazey-Bons, Cheignieu-la-Balme, Colomieu, Contrevoz, Conzieu, Cressin-Rochefort, Cuzieu, Flaxieu, Groslée-Saint-Benoît, Izieu, Lavours, Magnieu, Marignieu, Massignieu-de-Rives, Murs-et-Gélignieux, Parves et Nattages, Peyrieu, Pollieu, Prémeyzel, Rossillon, Saint-Germain-les-Paroisses, Saint-Martin-de-Bavel, Virieu-le-Grand, Virignin, Vongnes.            |                                  |                       | Aurélie Borel             | LR          |
| 4  | Belley                   | Belley                   | 25 322            | 33                              | Ambléon, Andert-et-Condon, Arboys en Bugey, Belley, Brégnier-Cordon, Brens, La Burbanche, Ceyzérieu, Chazey-Bons, Cheignieu-la-Balme, Colomieu, Contrevoz, Conzieu, Cressin-Rochefort, Cuzieu, Flaxieu, Groslée-Saint-Benoît, Izieu, Lavours, Magnieu, Marignieu, Massignieu-de-Rives, Murs-et-Gélignieux, Parves et Nattages, Peyrieu, Pollieu, Prémeyzel, Rossillon, Saint-Germain-les-Paroisses, Saint-Martin-de-Bavel, Virieu-le-Grand, Virignin, Vongnes.            | Jean-Yves Hédon                  | LR                    |                           |             |
| 5  | Bourg-en-Bresse-1        | Bourg-en-Bresse          | 35 813            | 1 + fraction de Bourg-en-Bresse | Viriat et la première partie de Bourg-en-Bresse. |                                  | Marie-Jo Bardet       | LR                        |             |
| 5  | Bourg-en-Bresse-1        | Bourg-en-Bresse          | 35 813            | 1 + fraction de Bourg-en-Bresse | Viriat et la première partie de Bourg-en-Bresse. | Alexis Morand                    | LR                    |                           |             |
| 6  | Bourg-en-Bresse-2        | Bourg-en-Bresse          | 26 644            | 3 + fraction de Bourg-en-Bresse | Péronnas, Saint-Denis-lès-Bourg, Saint-Rémy et la seconde partie de Bourg-en-Bresse. |                                  |                       | Hélène Cédileau           | DVD         |
| 6  | Bourg-en-Bresse-2        | Bourg-en-Bresse          | 26 644            | 3 + fraction de Bourg-en-Bresse | Péronnas, Saint-Denis-lès-Bourg, Saint-Rémy et la seconde partie de Bourg-en-Bresse. |                                  | Pierre Lurin          | LR                        |             |
| 7  | Ceyzériat                | Ceyzériat                | 26 838            | 22                              | Certines, Ceyzériat, Chalamont, Châtenay, Châtillon-la-Palud, Crans, Dompierre-sur-Veyle, Druillat, Journans, Lent, Montagnat, Le Plantay, Revonnas, Saint-André-sur-Vieux-Jonc, Saint-Just, Saint-Martin-du-Mont, Saint-Nizier-le-Désert, Servas, Tossiat, La Tranclière, Versailleux, Villette-sur-Ain. |                                  | Jean-Yves Flochon     | LR                        |             |
| 7  | Ceyzériat                | Ceyzériat                | 26 838            | 22                              | Certines, Ceyzériat, Chalamont, Châtenay, Châtillon-la-Palud, Crans, Dompierre-sur-Veyle, Druillat, Journans, Lent, Montagnat, Le Plantay, Revonnas, Saint-André-sur-Vieux-Jonc, Saint-Just, Saint-Martin-du-Mont, Saint-Nizier-le-Désert, Servas, Tossiat, La Tranclière, Versailleux, Villette-sur-Ain. |                                  | Martine Tabouret      | DVD                       |             |
| 8  | Châtillon-sur-Chalaronne | Châtillon-sur-Chalaronne | 31 157            | 26                              | L'Abergement-Clémenciat, La Chapelle-du-Châtelard, Châtillon-sur-Chalaronne, Condeissiat, Dompierre-sur-Chalaronne, Garnerans, Genouilleux, Guéreins, Illiat, Marlieux, Mogneneins, Montceaux, Montmerle-sur-Saône, Neuville-les-Dames, Peyzieux-sur-Saône, Romans, Saint-André-le-Bouchoux, Saint-Didier-sur-Chalaronne, Saint-Étienne-sur-Chalaronne, Saint-Georges-sur-Renon, Saint-Germain-sur-Renon, Saint-Paul-de-Varax, Sandrans, Sulignat, Thoissey, Valeins.     |                                  | Patricia Chmara       | DVD                       |             |
| 8  | Châtillon-sur-Chalaronne | Châtillon-sur-Chalaronne | 31 157            | 26                              | L'Abergement-Clémenciat, La Chapelle-du-Châtelard, Châtillon-sur-Chalaronne, Condeissiat, Dompierre-sur-Chalaronne, Garnerans, Genouilleux, Guéreins, Illiat, Marlieux, Mogneneins, Montceaux, Montmerle-sur-Saône, Neuville-les-Dames, Peyzieux-sur-Saône, Romans, Saint-André-le-Bouchoux, Saint-Didier-sur-Chalaronne, Saint-Étienne-sur-Chalaronne, Saint-Georges-sur-Renon, Saint-Germain-sur-Renon, Saint-Paul-de-Varax, Sandrans, Sulignat, Thoissey, Valeins.     | Patrick Mathias                  | DVD                   |                           |             |
| 9  | Gex                      | Gex                      | 33 936            | 7                               | Cessy, Divonne-les-Bains, Gex, Grilly, Sauverny, Versonnex, Vesancy. |                                  |                       | Véronique Baude           | LR          |
| 9  | Gex                      | Gex                      | 33 936            | 7                               | Cessy, Divonne-les-Bains, Gex, Grilly, Sauverny, Versonnex, Vesancy. |                                  | Pierre Ginot          | DVD                       |             |
| 10 | Plateau d'Hauteville     | Plateau d'Hauteville     | 22 039            | 26                              | Anglefort, Aranc, Armix, Artemare, Arvière-en-Valromey, Brénod, Chaley, Champagne-en-Valromey, Champdor-Corcelles, Chevillard, Condamine, Corbonod, Corlier, Culoz-Béon, Évosges, Haut Valromey, Izenave, Lantenay, Outriaz, Plateau d'Hauteville, Prémillieu, Seyssel, Talissieu, Tenay, Valromey-sur-Séran, Vieu-d'Izenave. |                                  |                       | Philippe Emin             | LR          |
| 10 | Plateau d'Hauteville     | Plateau d'Hauteville     | 22 039            | 26                              | Anglefort, Aranc, Armix, Artemare, Arvière-en-Valromey, Brénod, Chaley, Champagne-en-Valromey, Champdor-Corcelles, Chevillard, Condamine, Corbonod, Corlier, Culoz-Béon, Évosges, Haut Valromey, Izenave, Lantenay, Outriaz, Plateau d'Hauteville, Prémillieu, Seyssel, Talissieu, Tenay, Valromey-sur-Séran, Vieu-d'Izenave. |                                  | Annie Meuriau         | DVD                       |             |
| 11 | Lagnieu                  | Lagnieu                  | 35 533            | 26                              | Bénonces, Blyes, Briord, Charnoz-sur-Ain, Chazey-sur-Ain, Innimond, Lagnieu, Leyment, Lhuis, Lompnas, Loyettes, Marchamp, Montagnieu, Ordonnaz, Saint-Jean-de-Niost, Saint-Maurice-de-Gourdans, Saint-Sorlin-en-Bugey, Saint-Vulbas, Sainte-Julie, Sault-Brénaz, Seillonnaz, Serrières-de-Briord, Souclin, Villebois, Villieu-Loyes-Mollon. |                                  |                       | Charles de La Verpillière | LR          |
| 11 | Lagnieu                  | Lagnieu                  | 35 533            | 26                              | Bénonces, Blyes, Briord, Charnoz-sur-Ain, Chazey-sur-Ain, Innimond, Lagnieu, Leyment, Lhuis, Lompnas, Loyettes, Marchamp, Montagnieu, Ordonnaz, Saint-Jean-de-Niost, Saint-Maurice-de-Gourdans, Saint-Sorlin-en-Bugey, Saint-Vulbas, Sainte-Julie, Sault-Brénaz, Seillonnaz, Serrières-de-Briord, Souclin, Villebois, Villieu-Loyes-Mollon. |                                  | Viviane Vaudray       | DVD                       |             |
| 12 | Meximieux                | Meximieux                | 34 726            | 15                              | Balan, Béligneux, Bourg-Saint-Christophe, Bressolles, Dagneux, Faramans, Joyeux, Meximieux, Le Montellier, Montluel, Pérouges, Pizay, Rignieux-le-Franc, Saint-Éloi, Sainte-Croix. |                                  |                       | Romain Daubié             | MoDem       |
| 12 | Meximieux                | Meximieux                | 34 726            | 15                              | Balan, Béligneux, Bourg-Saint-Christophe, Bressolles, Dagneux, Faramans, Joyeux, Meximieux, Le Montellier, Montluel, Pérouges, Pizay, Rignieux-le-Franc, Saint-Éloi, Sainte-Croix. |                                  | Élisabeth Laroche     | LR                        |             |
| 13 | Miribel                  | Miribel                  | 30 210            | 13                              | Beynost, La Boisse, Miribel, Neyron, Niévroz, Saint-Maurice-de-Beynost, Thil, Tramoyes. |                                  | Jean-Pierre Gaitet    | LR                        |             |
| 13 | Miribel                  | Miribel                  | 30 210            | 13                              | Beynost, La Boisse, Miribel, Neyron, Niévroz, Saint-Maurice-de-Beynost, Thil, Tramoyes. |                                  | Caroline Terrier      | HOR                       |             |
| 14 | Nantua                   | Nantua                   | 21 646            | 17                              | Apremont, Béard-Géovreissiat, Belleydoux, Bellignat, Brion, Charix, Échallon, Géovreisset, Groissiat, Maillat, Martignat, Montréal-la-Cluse, Nantua, Les Neyrolles, Le Poizat-Lalleyriat, Port, Saint-Martin-du-Frêne. |                                  |                       | Jean Deguerry             | LR          |
| 14 | Nantua                   | Nantua                   | 21 646            | 17                              | Apremont, Béard-Géovreissiat, Belleydoux, Bellignat, Brion, Charix, Échallon, Géovreisset, Groissiat, Maillat, Martignat, Montréal-la-Cluse, Nantua, Les Neyrolles, Le Poizat-Lalleyriat, Port, Saint-Martin-du-Frêne. | Laurence Poncet                  | LR                    |                           |             |
| 15 | Oyonnax                  | Oyonnax                  | 25 860            | 2                               | Arbent, Oyonnax. |                                  |                       | Carmen Flore              | DVD         |
| 15 | Oyonnax                  | Oyonnax                  | 25 860            | 2                               | Arbent, Oyonnax. |                                  | Michel Perraud        | UDI                       |             |
| 16 | Pont-d'Ain               | Pont-d'Ain               | 22 358            | 24                              | Bolozon, Boyeux-Saint-Jérôme, Ceignes, Cerdon, Challes-la-Montagne, Dortan, Izernore, Jujurieux, Labalme, Leyssard, Matafelon-Granges, Mérignat, Neuville-sur-Ain, Nurieux-Volognat, Peyriat, Poncin, Pont-d'Ain, Priay, Saint-Alban, Saint-Jean-le-Vieux, Samognat, Serrières-sur-Ain, Sonthonnax-la-Montagne, Varambon. |                                  |                       | Damien Abad               | DVD         |
| 16 | Pont-d'Ain               | Pont-d'Ain               | 22 358            | 24                              | Bolozon, Boyeux-Saint-Jérôme, Ceignes, Cerdon, Challes-la-Montagne, Dortan, Izernore, Jujurieux, Labalme, Leyssard, Matafelon-Granges, Mérignat, Neuville-sur-Ain, Nurieux-Volognat, Peyriat, Poncin, Pont-d'Ain, Priay, Saint-Alban, Saint-Jean-le-Vieux, Samognat, Serrières-sur-Ain, Sonthonnax-la-Montagne, Varambon. | Marie-Christine Chapel           | DVD                   |                           |             |
| 17 | Replonges                | Replonges                | 31 348            | 31                              | Arbigny, Asnières-sur-Saône, Bâgé-Dommartin, Bâgé-le-Châtel, Boissey, Boz, Chavannes-sur-Reyssouze, Chevroux, Courtes, Curciat-Dongalon, Feillens, Gorrevod, Lescheroux, Mantenay-Montlin, Manziat, Ozan, Pont-de-Vaux, Replonges, Reyssouze, Saint-André-de-Bâgé, Saint-Bénigne, Saint-Étienne-sur-Reyssouze, Saint-Jean-sur-Reyssouze, Saint-Julien-sur-Reyssouze, Saint-Nizier-le-Bouchoux, Saint-Trivier-de-Courtes, Sermoyer, Servignat, Vernoux, Vescours, Vésines. |                                  |                       | Guy Billoudet             | LR          |
| 17 | Replonges                | Replonges                | 31 348            | 31                              | Arbigny, Asnières-sur-Saône, Bâgé-Dommartin, Bâgé-le-Châtel, Boissey, Boz, Chavannes-sur-Reyssouze, Chevroux, Courtes, Curciat-Dongalon, Feillens, Gorrevod, Lescheroux, Mantenay-Montlin, Manziat, Ozan, Pont-de-Vaux, Replonges, Reyssouze, Saint-André-de-Bâgé, Saint-Bénigne, Saint-Étienne-sur-Reyssouze, Saint-Jean-sur-Reyssouze, Saint-Julien-sur-Reyssouze, Saint-Nizier-le-Bouchoux, Saint-Trivier-de-Courtes, Sermoyer, Servignat, Vernoux, Vescours, Vésines. |                                  | Valérie Guyon         | DVD                       |             |
| 18 | Saint-Étienne-du-Bois    | Saint-Étienne-du-Bois    | 22 946            | 28                              | Beaupont, Bény, Bohas-Meyriat-Rignat, Chavannes-sur-Suran, Cize, Coligny, Cormoz, Corveissiat, Courmangoux, Domsure, Drom, Grand-Corent, Hautecourt-Romanèche, Jasseron, Marboz, Meillonnas, Nivigne et Suran, Pirajoux, Pouillat, Ramasse, Saint-Étienne-du-Bois, Salavre, Simandre-sur-Suran, Val-Revermont, Verjon, Villemotier, Villereversure. |                                  | Alain Chapuis         | DVD                       |             |
| 18 | Saint-Étienne-du-Bois    | Saint-Étienne-du-Bois    | 22 946            | 28                              | Beaupont, Bény, Bohas-Meyriat-Rignat, Chavannes-sur-Suran, Cize, Coligny, Cormoz, Corveissiat, Courmangoux, Domsure, Drom, Grand-Corent, Hautecourt-Romanèche, Jasseron, Marboz, Meillonnas, Nivigne et Suran, Pirajoux, Pouillat, Ramasse, Saint-Étienne-du-Bois, Salavre, Simandre-sur-Suran, Val-Revermont, Verjon, Villemotier, Villereversure. | Catherine Journet                | DVD                   |                           |             |
| 19 | Saint-Genis-Pouilly      | Saint-Genis-Pouilly      | 40 098            | 4                               | Ferney-Voltaire, Ornex, Prévessin-Moëns, Saint-Genis-Pouilly. |                                  |                       | Aurélie Charillon         | LR          |
| 19 | Saint-Genis-Pouilly      | Saint-Genis-Pouilly      | 40 098            | 4                               | Ferney-Voltaire, Ornex, Prévessin-Moëns, Saint-Genis-Pouilly. |                                  | Pierre-Marie Philipps | UDI                       |             |
| 20 | Thoiry                   | Thoiry                   | 30 736            | 16                              | Challex, Chevry, Chézery-Forens, Collonges, Crozet, Échenevex, Farges, Léaz, Lélex, Mijoux, Péron, Pougny, Saint-Jean-de-Gonville, Ségny, Sergy, Thoiry. |                                  |                       | Muriel Benier             | LR          |
| 20 | Thoiry                   | Thoiry                   | 30 736            | 16                              | Challex, Chevry, Chézery-Forens, Collonges, Crozet, Échenevex, Farges, Léaz, Lélex, Mijoux, Péron, Pougny, Saint-Jean-de-Gonville, Ségny, Sergy, Thoiry. | Michel Brulhart                  | LR                    |                           |             |
| 21 | Trévoux                  | Trévoux                  | 34 596            | 12                              | Beauregard, Frans, Jassans-Riottier, Massieux, Misérieux, Parcieux, Reyrieux, Saint-Bernard, Saint-Didier-de-Formans, Sainte-Euphémie, Toussieux, Trévoux. |                                  |                       | Nathalie Barde            | UDI         |
| 21 | Trévoux                  | Trévoux                  | 34 596            | 12                              | Beauregard, Frans, Jassans-Riottier, Massieux, Misérieux, Parcieux, Reyrieux, Saint-Bernard, Saint-Didier-de-Formans, Sainte-Euphémie, Toussieux, Trévoux. |                                  | Marc Péchoux          | LR                        |             |
| 22 | Villars-les-Dombes       | Villars-les-Dombes       | 35 400            | 25                              | Ambérieux-en-Dombes, Ars-sur-Formans, Baneins, Birieux, Bouligneux, Chaleins, Chaneins, Civrieux, Fareins, Francheleins, Lapeyrouse, Lurcy, Messimy-sur-Saône, Mionnay, Monthieux, Rancé, Relevant, Saint-André-de-Corcy, Saint-Jean-de-Thurigneux, Saint-Marcel, Saint-Trivier-sur-Moignans, Sainte-Olive, Savigneux, Villars-les-Dombes, Villeneuve. |                                  |                       | Alexandrine Butillon      | UDI         |
| 22 | Villars-les-Dombes       | Villars-les-Dombes       | 35 400            | 25                              | Ambérieux-en-Dombes, Ars-sur-Formans, Baneins, Birieux, Bouligneux, Chaleins, Chaneins, Civrieux, Fareins, Francheleins, Lapeyrouse, Lurcy, Messimy-sur-Saône, Mionnay, Monthieux, Rancé, Relevant, Saint-André-de-Corcy, Saint-Jean-de-Thurigneux, Saint-Marcel, Saint-Trivier-sur-Moignans, Sainte-Olive, Savigneux, Villars-les-Dombes, Villeneuve. | Henri Cormorèche                 | UDI                   |                           |             |
| 23 | Vonnas                   | Vonnas                   | 24 989            | 19                              | Bey, Biziat, Chanoz-Châtenay, Chaveyriat, Cormoranche-sur-Saône, Crottet, Cruzilles-lès-Mépillat, Grièges, Laiz, Mézériat, Perrex, Pont-de-Veyle, Saint-André-d'Huiriat, Saint-Cyr-sur-Menthon, Saint-Genis-sur-Menthon, Saint-Jean-sur-Veyle, Saint-Julien-sur-Veyle, Saint-Laurent-sur-Saône, Vonnas. |                                  |                       | Christophe Greffet        | PS          |
| 23 | Vonnas                   | Vonnas                   | 24 989            | 19                              | Bey, Biziat, Chanoz-Châtenay, Chaveyriat, Cormoranche-sur-Saône, Crottet, Cruzilles-lès-Mépillat, Grièges, Laiz, Mézériat, Perrex, Pont-de-Veyle, Saint-André-d'Huiriat, Saint-Cyr-sur-Menthon, Saint-Genis-sur-Menthon, Saint-Jean-sur-Veyle, Saint-Julien-sur-Veyle, Saint-Laurent-sur-Saône, Vonnas. | Mireille Louis                   | PS                    |                           |             |
|    |                          |                          | 671 289           | 391                             | |                                  |                       |                           |             |

### Répartition par arrondissement
Contrairement à l'ancien découpage où chaque canton était inclus à l'intérieur d'un seul arrondissement, le nouveau découpage territorial s'affranchit des limites des arrondissements. Certains cantons peuvent être composés de communes appartenant à des arrondissements différents. Dans le département de l'Ain, c'est le cas de quatre cantons (Bellegarde-sur-Valserine, Hauteville-Lompnes, Lagnieu, Pont-d'Ain).
Le tableau suivant présente la répartition par arrondissement :
| N° | Canton                   | Belley | Bourg-en-Bresse              | Gex | Nantua | Total                        |
| -- | ------------------------ | ------ | ---------------------------- | --- | ------ | ---------------------------- |
| 1  | Ambérieu-en-Bugey        | 18     |                              |     |        | 18                           |
| 2  | Attignat                 |        | 19                           |     |        | 19                           |
| 3  | Bellegarde-sur-Valserine | 1      |                              | 2   | 11     | 15                           |
| 4  | Belley                   | 37     |                              |     |        | 37                           |
| 5  | Bourg-en-Bresse-1        |        | 1 + fraction Bourg-en-Bresse |     |        | 1 + fraction Bourg-en-Bresse |
| 6  | Bourg-en-Bresse-2        |        | 3 + fraction Bourg-en-Bresse |     |        | 3 + fraction Bourg-en-Bresse |
| 7  | Ceyzériat                |        | 22                           |     |        | 22                           |
| 8  | Châtillon-sur-Chalaronne |        | 26                           |     |        | 26                           |
| 9  | Gex                      |        |                              | 7   |        | 7                            |
| 10 | Plateau d'Hauteville     | 28     |                              |     | 12     | 41                           |
| 11 | Lagnieu                  | 22     | 4                            |     |        | 26                           |
| 12 | Meximieux                |        | 15                           |     |        | 15                           |
| 13 | Miribel                  |        | 8                            |     |        | 8                            |
| 14 | Nantua                   |        |                              |     | 18     | 18                           |
| 15 | Oyonnax                  |        |                              |     | 2      | 2                            |
| 16 | Pont-d'Ain               |        | 4                            |     | 20     | 24                           |
| 17 | Replonges                |        | 32                           |     |        | 32                           |
| 18 | Saint-Étienne-du-Bois    |        | 28                           |     |        | 28                           |
| 19 | Saint-Genis-Pouilly      |        |                              | 4   |        | 4                            |
| 20 | Thoiry                   |        |                              | 16  |        | 16                           |
| 21 | Trévoux                  |        | 12                           |     |        | 12                           |
| 22 | Villars-les-Dombes       |        | 25                           |     |        | 25                           |
| 23 | Vonnas                   |        | 19                           |     |        | 19                           |
|    |                          | 107    | 219                          | 29  | 64     | 419                          |

## Homonymies
Le canton de Seyssel a un homonyme exact (canton de Seyssel) dans le département de la Haute-Savoie.
Il n'y a pas d'homonymie pour les cantons de Miribel et de Collonges (mais il y a une homonymie pour chacune des communes chefs-lieux).